# 호림박물관
호림박물관은 서울 관악구 신림동에 있는 박물관이다．
이 박물관에는 도자기 2천1백70여점을 비롯해 토기 2천5백여점，회화·전적 1천5백40점등 총6천8백여점을 소장하고 있다．이중에는 국보8점과 보물이 35점이 들어있다．특히 호림박물관은 청동기 시대부터 고려 시대까지 다양한 유형의 유물을 소장하여 토기의 발전을 체계적으로 살펴볼 수 있고, 도자기류로 청자와 분청사기，백자등은 고려 및 조선시대의 문화와 생활상，사회구조등을 파악할 수 있다．전적류도 호림소장품중 비중이 높은 편．고려 시대 초조대장경 및 조선시대 초기의 목판본과 활자본등 다양하게 구비하고 있다．특히 초조대장경은 고려 전기의 불교계의 동향과 대외관계 등을 이해하는 데 중요한 문헌이다.

## 같이 보기
- 서울특별시의 박물관과 미술관 목록
- 대한민국의 박물관과 미술관 목록